# Canton de Poitiers-6
Le canton de Poitiers-6 est un ancien canton français situé dans le département de la Vienne et la région Poitou-Charentes.

## Géographie
Ce canton était organisé autour de Poitiers dans l'arrondissement de Poitiers. Son altitude varie de 65 m (Poitiers) à 144 m (Poitiers) pour une altitude moyenne de 78 m.

## Administration
| Période | Période | Identité          | Étiquette    | Qualité |
| ------- | ------- | ----------------- | ------------ | --- |
| 1982    | 2008    | Jean-Yves Chamard | RPR puis UMP | Maître de conférences à l'Université de Poitiers Député (1988-1997 et 2002-2007) Conseiller Municipal de Poitiers (1977-2001) Ancien conseiller général du Canton de Poitiers-4 (1973-1982) |
| 2008    | 2015    | Sandrine Martin   | PS           | Chargé de mission Citoyenneté et Lutte contre les Discriminations (Mairie de Poitiers) Elue en 2015 dans le Canton de Poitiers-1                                                            |

Candidats en 2008:
- Françoise Colleau (MoDem)
- Sandrine Martin (PS)
- Gérald Blanchard (UMP)
- Patrick Coronas (PCF)
- Marie Legrand (Les Verts)

## Composition
| Nom                  | Code Insee | Intercommunalité  | Population (dernière pop. légale)               |
| -------------------- | ---------- | ----------------- | ----------------------------------------------- |
| Poitiers (chef-lieu) | 86194      | CU Grand Poitiers | Fraction : 13 232(2012) Commune : 87 435 (2014) |
| Biard                | 86027      | CU Grand Poitiers | 1 725 (2014)                                    |

## Démographie
| 1982 | 1990   | 1999   | 2006   | 2011   | 2012   |
| ---- | ------ | ------ | ------ | ------ | ------ |
| -    | 13 150 | 14 162 | 15 461 | 14 884 | 14 938 |

## Sources
1. ↑  Structure de la population du canton de 1968 à l'année de la dernière population légale connue
2. ↑  Fiches Insee - Populations légales du canton pour les années 2006, 2011, 2012